# Odontomachus haematodus
Odontomachus assiniensis (лат.) — вид муравьёв рода Odontomachus (Formicidae) из подсемейства понерины (Ponerinae), обитатели биогеографического региона Неотропика.

## Распространение
Неотропика.

## Описание
Среднего размера муравьи (около 1 см) тёмно-коричневого (почти чёрного) цвета (самцы желтоватые). Усики длинные. Глаза расположены в переднебоковых частях головы. Затылочные углы головы увеличенные, в них прикрепляются мощные мышцы захлопывающихся почти мгновенно длинных челюстей. Жвалы прикрепляются в средней части передней поверхности головы, почти рядом друг с другом. Стебелёк между грудкой и брюшком состоит из одного членика (конусовидного петиолюса) с заострённой верхней частью. Формула щупиков: 4,4.
Муравей родом из Южной Америки. С тех пор он был завезён в Соединённые Штаты. Вид обычно гнездится в гниющей древесине, хотя в некоторых местах муравей может гнездиться в таких бромелиевых растениях как Aechmea aquilega'.
Рабочие добывают пищу как днём, так и ночью, полагаясь на быстрое щёлканье челюстями. Это известный хищник головастиков Thoropa taophora лягушек рода скальницы.
- Вид сверху
- Голова рабочего
- Самец
- Самец сверху
- Голова самца
- молодая личинка
- взрослая личинка